# Femi Seriki
Femi Seriki, né le 28 avril 2003 à Manchester, est un footballeur anglais qui évolue au poste de défenseur à Sheffield United.

## Biographie
Formé à l'académie du Bury FC, Seriki rejoint Sheffield United en septembre 2019 après l'expulsion de Bury de l'EFL,. Il fait ses débuts professionnels en Premier League le 19 mai 2021, en entrant en jeu contre Newcastle United en Premier League. Il signe son premier contrat professionnel deux jours plus tard, le 21 mai.
Pour acquérir de l'expérience, Seriki est prêté à plusieurs reprises. En août 2021, il rejoint le club belge du Beerschot, mais ce prêt est écourté après trois mois et seulement six minutes de jeu,. En mars 2022, il est prêté à Boston United en National League North, puis, en juillet 2022, il est prêté pour une saison à Rochdale en League Two, où il dispute une saison complète au poste d'arrière droit.  En février 2024, Seriki prolonge son contrat avec Sheffield United jusqu'en 2027 et est prêté à Rotherham United, en Championship, pour le reste de la saison,.
De retour à Sheffield United, Seriki gagne progressivement du temps de jeu en Championship, remarqué par ses capacités de dribbleur et par de la réussite dans ses tacles.